# Коронель, Фредди
Фредди Хавьер Коронель Ортис (исп. Freddy Javier Coronel Ortiz; род. 25 апреля 1989, Асунсьон) — парагвайский футболист, полузащитник.

## Карьера
Футбольную карьеру начинал 2010 году в «Либертад». В том же году перешёл в «Соль де Америка», год спустя стал игроком «Спортиво Лукеньо». В 2012 году переходит в «Рубио Нью». В 2014 вернулся в «Спортиво Лукеньо», за клуб провел 11 матчей. В 2014 году перешёл в аргентинский «Индепендьенте Ривадавия», провёл 33 матча. В начале 2016 года стал игроком казахстанского клуба «Акжайык».
29 января 2018 года Фредди Коронель подписал контракт с петропавловским «Кызыл-Жаром СК».